# Коррупция в Израиле
Существуют доказательства того, что коррупция является проблемой в израильской политике, и было проведено множество расследований по обвинениям в распространении влияния и подкупе.
По индексу восприятия коррупции Transparency International за 2017 год Израиль занимает 32 место из 180 стран.
Премьер-министр Биньямин Нетаньяху был допрошен полицейскими следователями по подозрению в коррупции из-за принятия дорогих подарков, таких как хорошее шампанское и сигары.
Тем не менее, коррупция не институционализирована, и предприятия могут в значительной степени работать и инвестировать в Израиль без вмешательства коррумпированных чиновников.
Предприятия считают, что судебная власть подвержена риску коррупции; однако сектор государственных услуг, как сообщается, имеет умеренный риск коррупции, причём ведущие предприниматели сообщают о даче взяток в обмен на доступ к коммунальным услугам, а неэффективное бюрократическое правительство считается источником проблемы.